# エヴリシング・マスト・ゴー (マニック・ストリート・プリーチャーズのアルバム)
『エヴリシング・マスト・ゴー』（Everything Must Go）は、ウェールズのロックバンド、マニック・ストリート・プリーチャーズが1996年に発表した4枚目のアルバム。

## 収録曲
1. エルヴィス・インパーソネーター:ブラックプール・ピアー
2. ア・デザイン・フォー・ライフ
3. ケヴィン・カーター
4. ENOLA / アローン
5. エヴリシング・マスト・ゴー
6. スモール・ブラック・フラワーズ・ザット・グロウ・イン・ザ・スカイ
7. ザ・ガール・フー・ウォンテッド・トゥ・ビー・ゴッド
8. ノー・ワン・ノウズ・ホワット・イッツ・ライク・トゥ・ビー・ミー
9. リムーヴァブルス
10. オーストラリア
11. インテリアズ (ソング・フォー・ウィレム・デ・クーニング)
12. ブラック・ガーデン
13. ファーザー・アウェイ
14. ノー・サーフェイス・オール・フィーリング

| スタブアイコン | サブスタブ | この項目は、まだ閲覧者の調べものの参照としては役立たない、アルバムに関連した書きかけの項目です。この項目を加筆・訂正などしてくださる協力者を求めています（P:音楽/PJ:アルバム）。 |